# Aktéon Théâtre
L'Aktéon Théâtre est une salle de spectacles créée en 1986 et situé 11, rue du Général-Blaise dans le 11e arrondissement de Paris.

## Historique

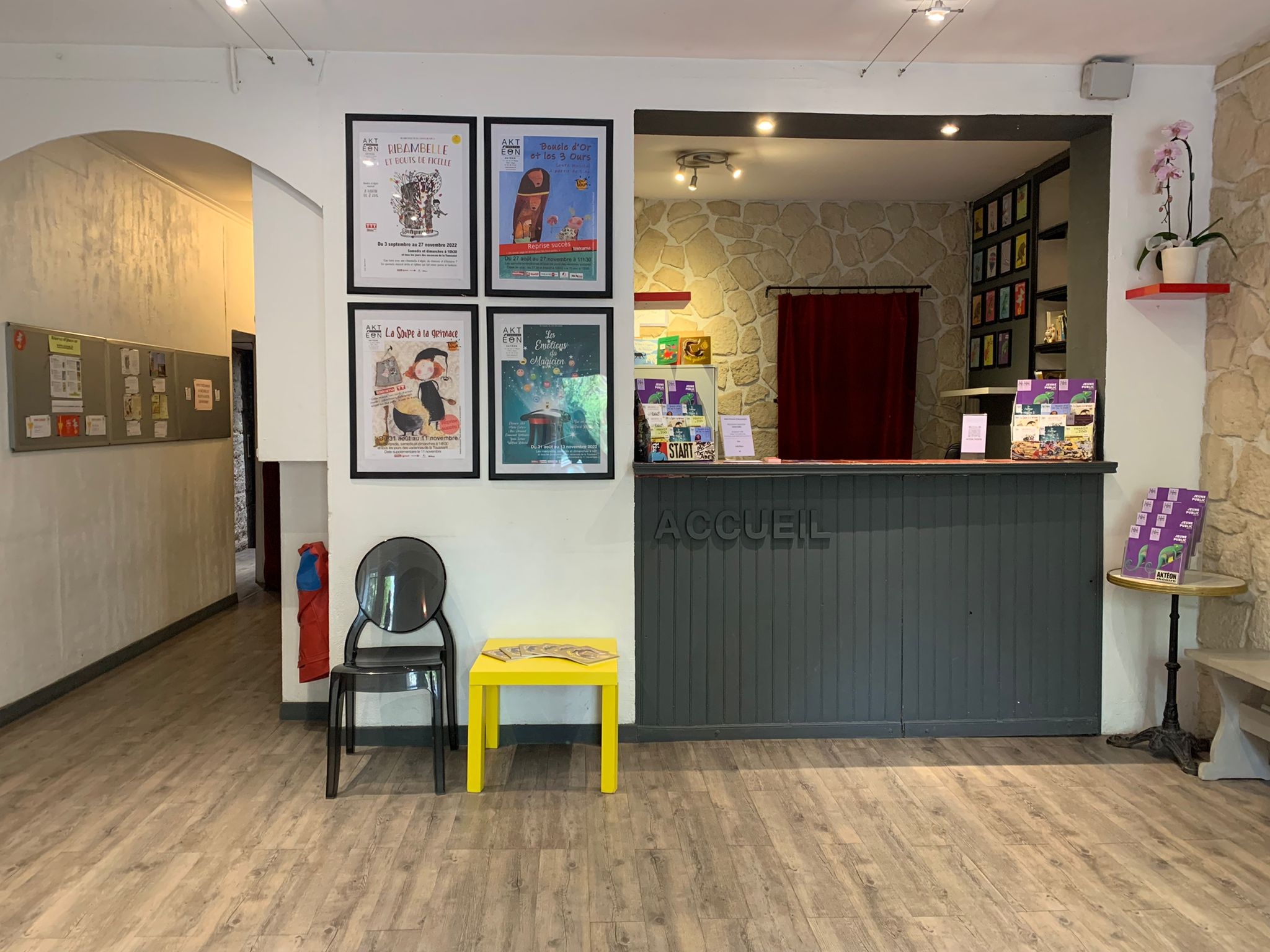
Accueil

L’Aktéon Théâtre est dirigé par Maud Ferrer depuis 2011 et s'adresse à un public jeune.
Situé dans le 11ème arrondissement de paris, l'Aktéon produit des pièces mêlant théâtre, contes, marionnettes, magie ou spectacles musicaux.